# Lerbach (Strunde)
Der Lerbach ist ein 5,4 km langer Zufluss der Strunde im Stadtgebiet von Bergisch Gladbach. 

## Name
Das Wort Ler ist vermutlich aus dem mittelhochdeutschen „lei/leie“ (= Fels, Schiefergestein) herzuleiten, wonach Lerbach als Felsbach zu deuten ist.

## Geographie

### Verlauf

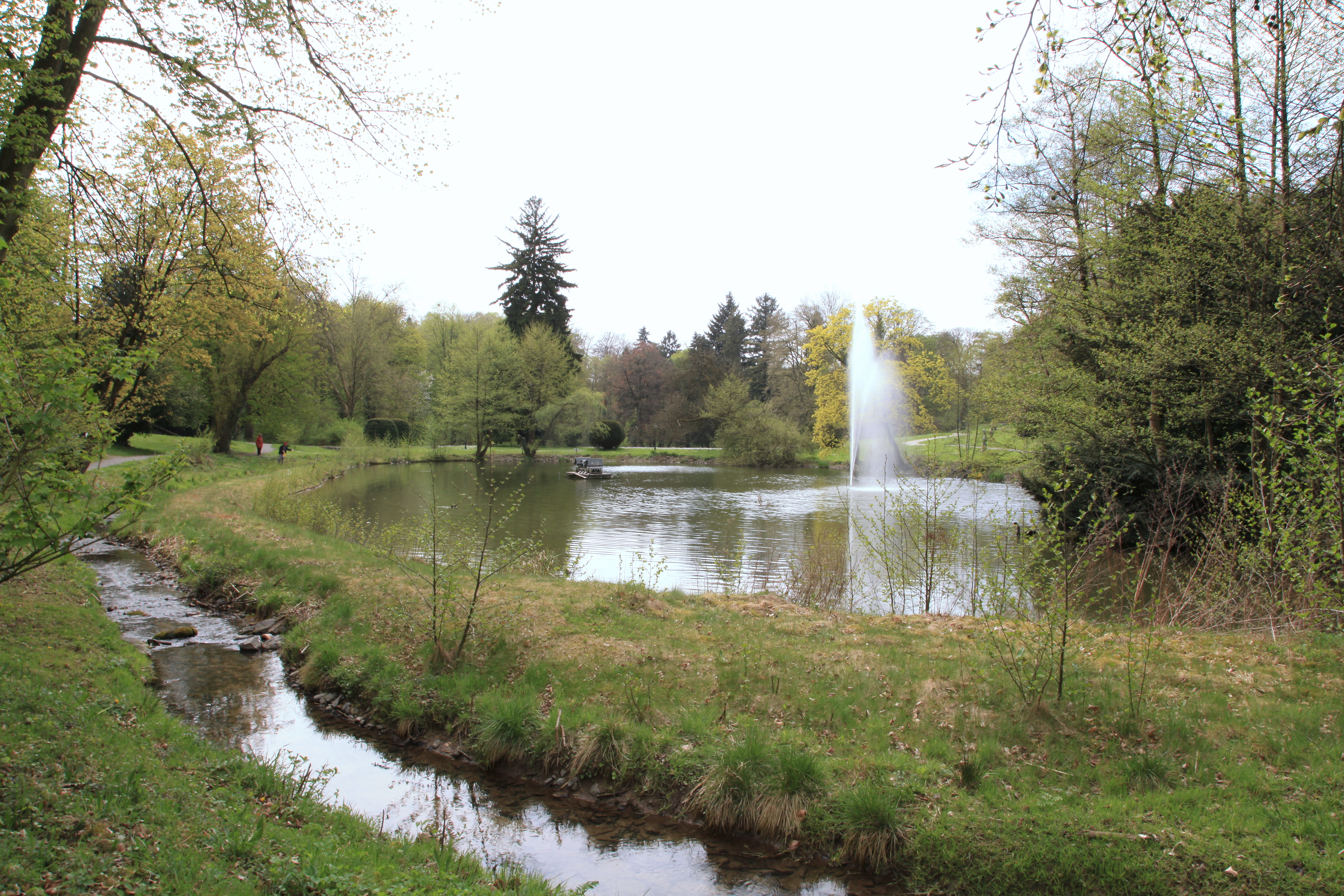
Der Lerbach im Verlauf durch den Schlosspark

Der Lerbach entsteht aus zwei Quellgebieten in Herkenrath, und zwar südlich von der Paul-Lücke-Straße und südlich von der Straße zum Kreuzbusch. Etwa 1 km nach dem Zusammenfluss der beiden Arme durchläuft der Bach die ehemaligen Klärteiche der Grube Blücher. Es folgen die Siedlungen Kaltenbroich und Oberlerbach mit der Oberlerbacher Mühle sowie das Schloss Lerbach. Auf seinem weiteren Weg durch den Wohnplatz Heidkamp fließt er durch die Gartensiedlung Gronauerwald und mündet im Bereich der ehemaligen Cederwaldmühle in die Strunde.

### Einzugsgebiet
Das etwa 4,1 km² große Einzugsgebiet wird über Strunde und Rhein in die Nordsee entwässert.
Es grenzt
- im Nordosten an das des Strundezuflusses Hombach
- im Osten an das des Sülzzuflusses Volbach
- im Südosten an das des Milchbornbachs, eines Zuflusses zum Saaler Mühlenbach
- und im Süden an das des Scheidtbachs, der im weiteren Verlauf als Rodenbach ebenfalls der Strunde zufließt.

Sein Einzugsgebiet ist im Südosten vorwiegend bewaldet, wobei im ganz östlichem Bereich Siedlungen und Ackerland überwiegen. Im mittleren Teil wechseln sich Wald, Wiesen und Felder ab und im Westen herrscht Siedlungsgebiet vor.

## Bergbau
Auf seinem Weg durchfloss der Lerbach die Erzgrubenfelder der Grube Blücher, Grube Selma und Grube Bertha, sowie die Braunkohlenfelder im Bereich der Papierfabrik J. W. Zanders und der ehemaligen Cederwaldmühle von Moritz J. Weig.